# Panphagia
Панфагія (Panphagia) – рід завроподоморфів. Існував бл. 231 млн років тому. Рештки знайдені на території сучасної Аргентини у формації Ісчігуаласто. Найпримітивніший (базальний) відомий завроподоморф.
Відомий за рештками єдиної незрілої особини бл. 1,3 метра завдовжки.
Родова назва походить від грецького pan, "усе", і phagein, "їсти". Це посилання на гадану всеїдність динозавра, перехідну між м'ясоїдністю перших динозаврів і рослиноїдністю пізніших завроподоморфів. Назва виду, protos, з грецької означає "перший". Це посилання на базальність виду.

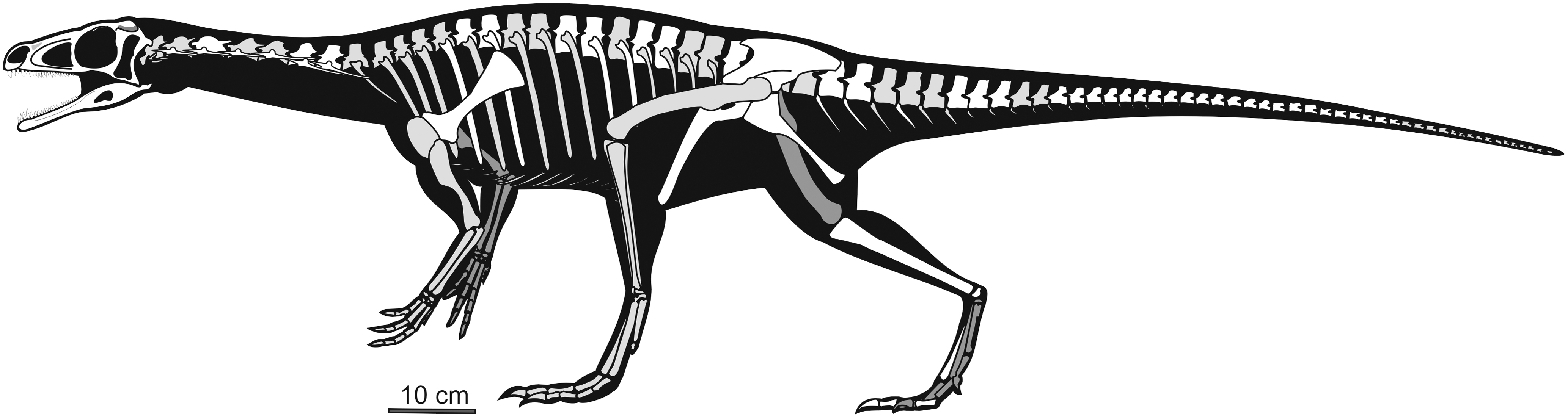
Відтворення кістяка